# Beret wz. 37

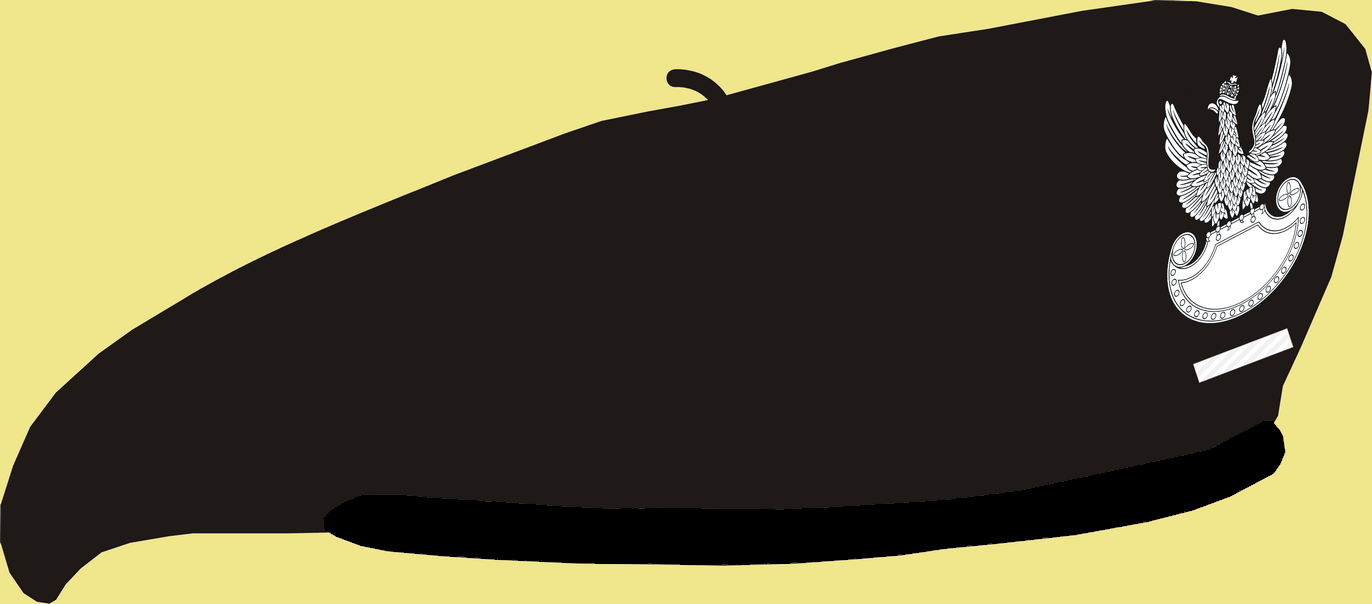
Beret wz. 1937

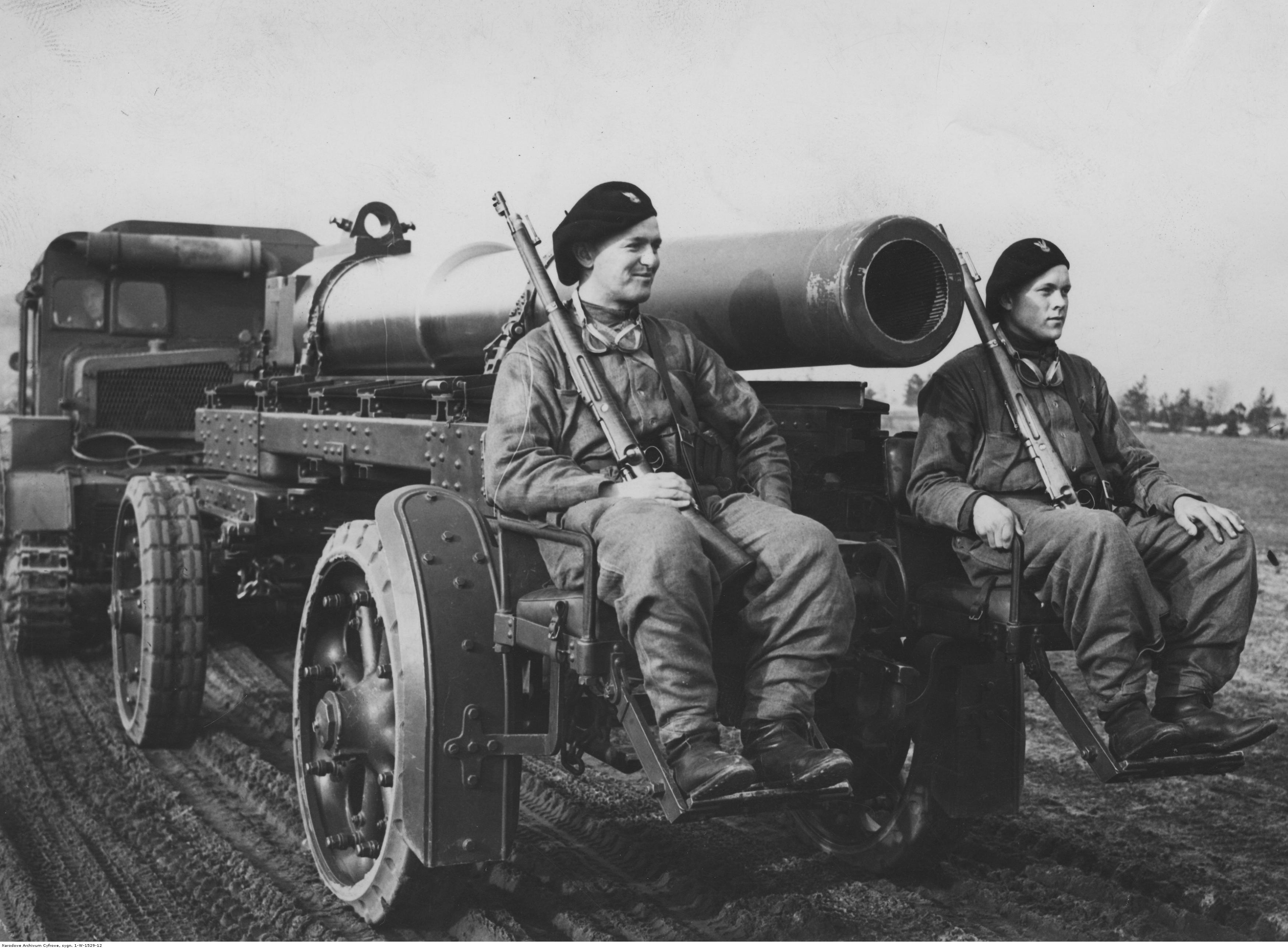
Ciężkie moździerze 220 mm wz. 32 - ciągnik artyleryjski C7P - artylerzyści jadący na przyczepie (1939)

Beret wzór 1937 – beret żołnierzy broni pancernych i oddziałów zmotoryzowanych Wojska Polskiego w latach 1937-1939.
Beret został wprowadzony do użytku rozkazem Ministra Spraw Wojskowych, gen. dyw. Tadeusza Kasprzyckiego z 23 sierpnia 1937. Zastąpił, choć nie wyparł poprzednika wz. 19. Obok hełmofonów i hełmów czołgowych wz. 15 był on jednym z polowych nakryć głowy używanych w broniach pancernych i oddziałach zmotoryzowanych. Beret należało nosić do ubioru polowego (bojowego i ćwiczebnego) oraz przy pracy przy sprzęcie. Żołnierze broni pancernych i oddziałów zmotoryzowanych mogli nosić beret poza służbą, w czasie prowadzenia pojazdów mechanicznych.
Beret wykonany był z jednego kawałka tkaniny dzianej w kolorze czarnym. Był okrągły, występował w kilku rozmiarach. Beret wewnątrz posiadał potnik skórzany. Na beretach umieszczano wyhaftowanego orzełka. Pod godłem umieszczone symetrycznie oznaki stopni wojskowych na czarnej sukiennej podkładce, haftowane szarą jedwabną nitką dla oficerów, z galonu z karmazynowymi brzegami dla żołnierzy niezawodowych, z galonu całkowicie srebrnego dla podoficerów zawodowych. Beret posiadał ogonek (tzw. antenka).
Beret noszono lekko ściągnięty do tyłu oraz lekko przekrzywiony na prawe ucho. Orzeł powinien znajdować się na linii nosa. Oznaki stopnia umieszczano pod godłem.